# Petrifriedhof (Braunschweig)

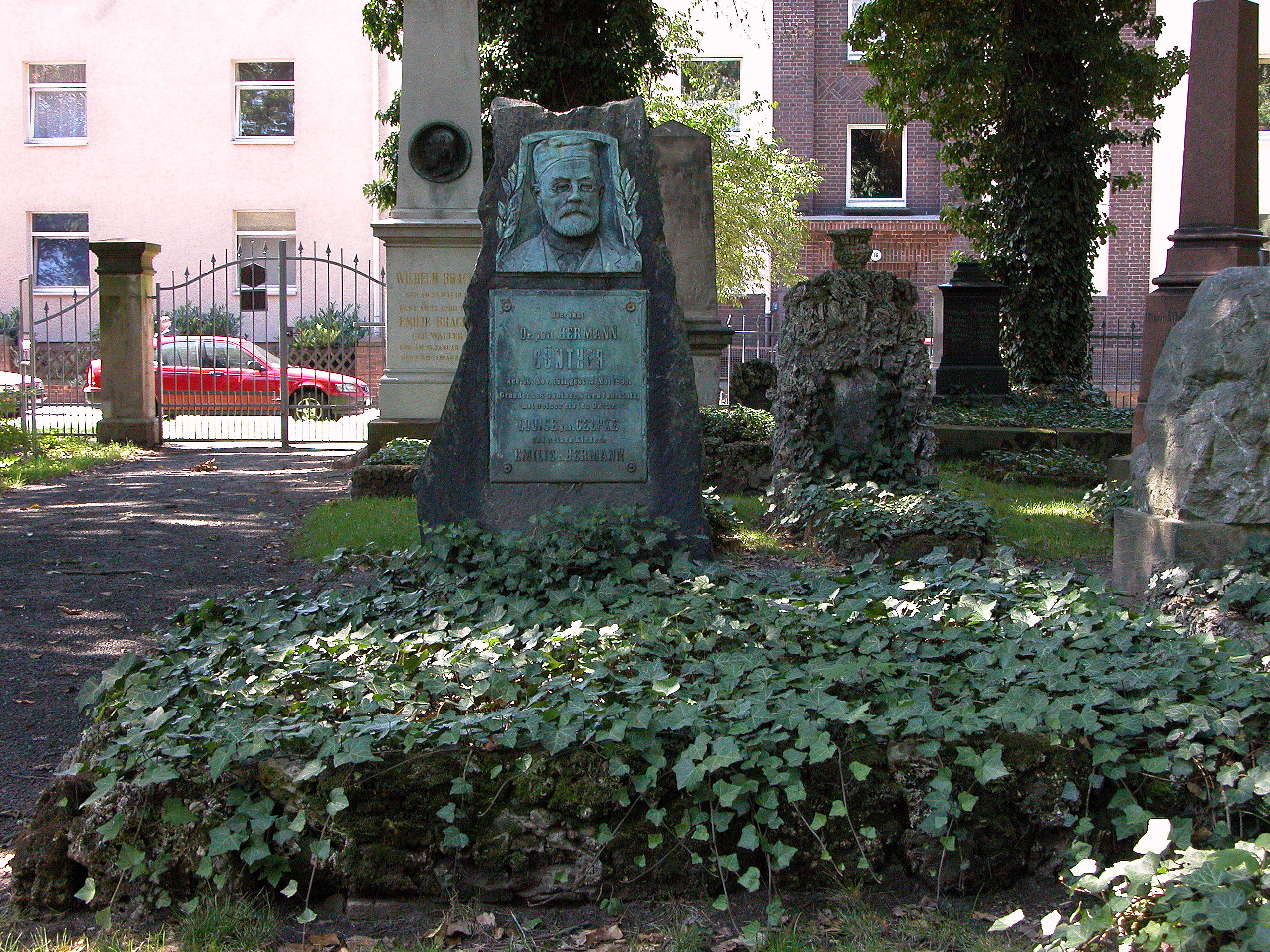
Blick auf den Petrifriedhof mit den Gräbern Wilhelm Brackes und Hermann Günthers

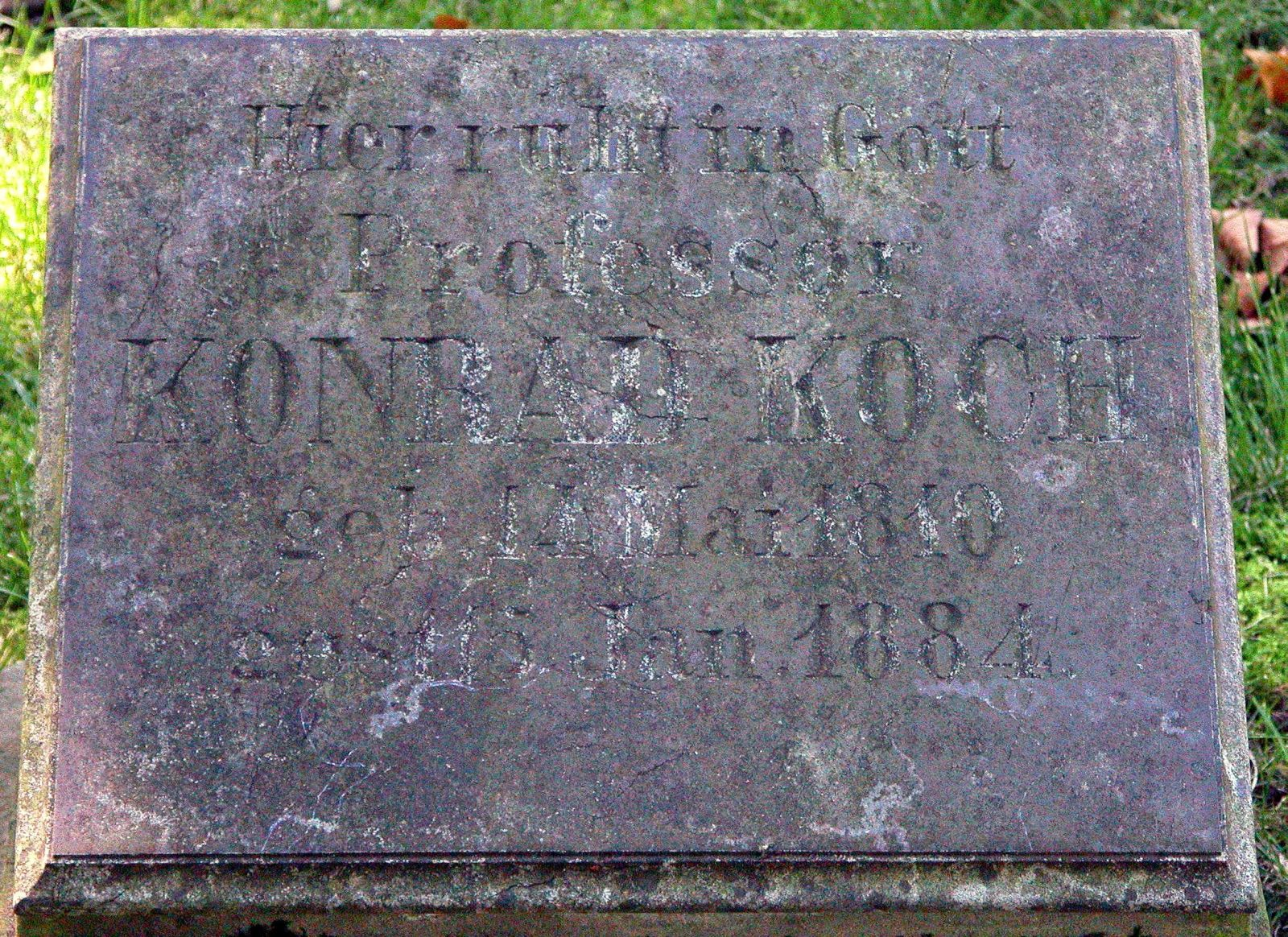
Grabstein Konrad Kochs (Vater)

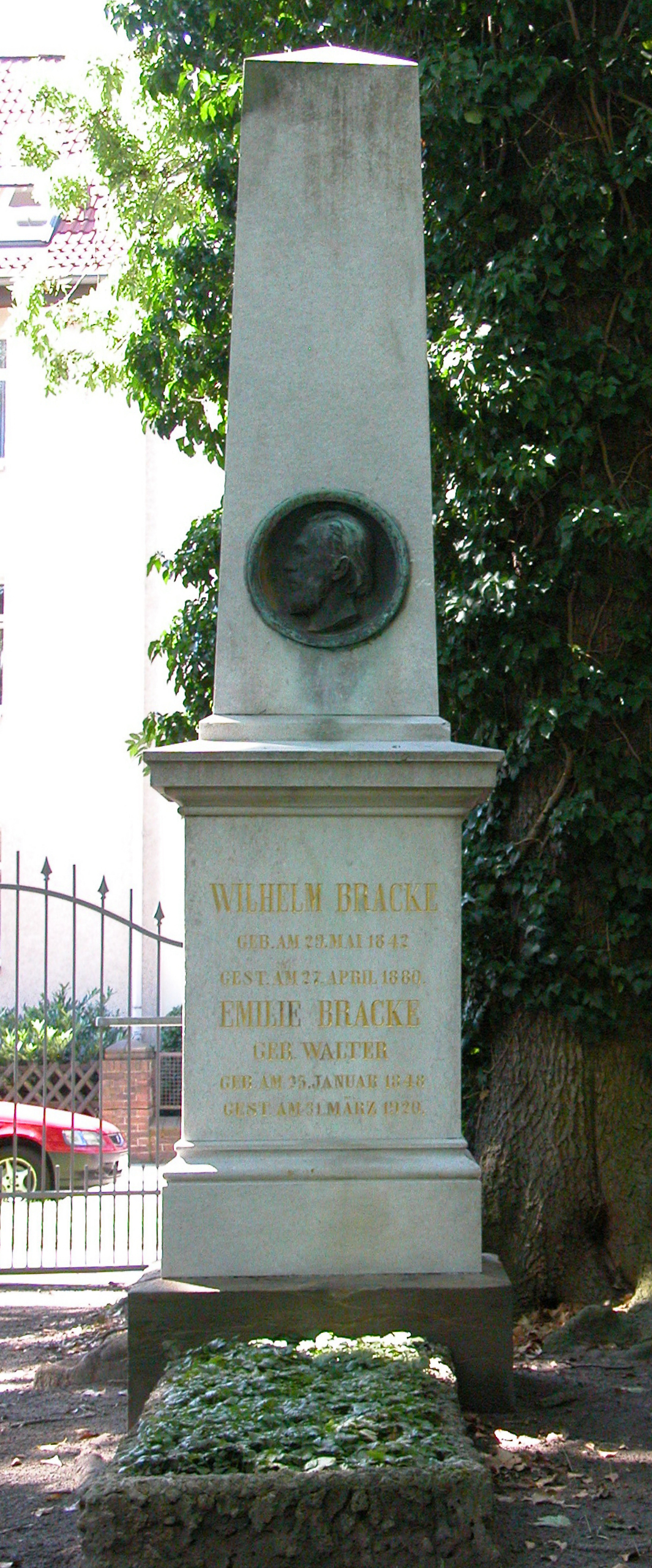
Grabstein Wilhelm Brackes

Der Petrifriedhof im Westlichen Ringgebiet in Braunschweig ist ein historischer Friedhof, der 1757 angelegt wurde. Heute dient er als öffentliche Grünanlage. Die als Baudenkmal geschützte Anlage besitzt zahlreiche Grabsteine und ist letzte Ruhestätte bekannter Persönlichkeiten. Darunter das Ehrengrab des Politikers Wilhelm Bracke (1842–1880). Der ehemalige Friedhof der evangelisch-lutherischen Petrigemeinde ist mit einem Zaun eingefasst und befindet sich zwischen Goslarscher Straße und Alerdsweg. Der Eingang befindet sich am Alerdsweg.

## Geschichte
Der Petrifriedhof ist einer von mehreren Friedhöfen, die entlang der Goslarschen Straße angelegt wurden. Dazu zählt auch der Martinifriedhof. Die Goslarsche Straße ist eine alte Straße, die bereits im Mittelalter existierte und westlich und außerhalb der Braunschweiger Stadtbefestigung in Nord-Süd-Richtung entstand. Sie verband die beiden Handelswege, die nach Celle und nach Kassel und Frankfurt führten, miteinander. Sie besteht zudem in räumlicher Nähe zu den mittelalterlichen Kirchen der Altstadt Braunschweigs, die im 17. und 18. Jahrhundert damit begannen ihre Friedhöfe aus dem Stadtinneren vor die Stadttore zu verlagern.
Die Angehörigen der Gemeinde St. Petri wurden einst direkt an der Petrikirche beerdigt. Zeitweise nutzte die Gemeinde auch den Friedhof des Kreuzklosters mit. Die Fläche des Petrifriedhofs ist bereits seit 1638 im Besitz der Petrikirche gewesen. Das etwa 3 Morgen große Grundstück lag in der Flur Langehöfen Nr. 25. 1757 wurde auf einem halben Morgen der neue Friedhof der Petrikirche angelegt. 1807 erfolgte eine Erweiterung. 1856 erwarb die Gemeinde ein weiteres Grundstück zur Erweiterung, das in zwei Abschnitten belegt wurde: Der erste Teil bereits 1856 und der zweite Teil 1871. 1856 wurde die Platanenallee angelegt. 1880 wurde hier der Sozialdemokrat Wilhelm Bracke bestattet, seiner Beisetzung sollen fast 40.000 Menschen beigewohnt haben.
Mit der Einweihung des Braunschweiger Zentralfriedhofs (dem heutigen Hauptfriedhof) am 1. Oktober 1887 wurden die alten dezentralen Friedhofe nicht mehr benötigt und für weitere Bestattungen aufgehoben. Die letzte Bestattung auf dem Petrifriedhof fand noch kurz davor statt.
Im Januar 1957 begann der Bau eines Gemeindesaals der Ersten Kirche Christi auf einem Teil des Petrifriedhofs. Eigentümer des Friedhofs ist die Kirchengemeinde St. Petri. 1977 wurde ein Nutzungsvertrag zwischen der Kirchengemeinde und der Stadt Braunschweig geschlossen. Am 7. Juni 1977 wurde dann der Petrifriedhof als Parkanlage freigegeben.
Von 1998 bis 2001 erfolgte eine Sanierung des Baudenkmals mit Unterstützung der Richard-Borek-Stiftung und im März 2002 wurde es wieder für die Öffentlichkeit zugänglich gemacht.

## Grabmale und Bestattete
- Wilhelm Bracke (1842–1880), Sozialdemokrat, Verleger und Publizist mit seiner Ehefrau Emilie, geb. Walter.
- Catharina Henriette Degener (1734–1795)
- Johann Heinrich Degener (1736–1812), Kaufmann
- Hermann Günther (1811–1886), Pädagoge, Lehrer und Schulleiter mit seiner Ehefrau Louise, geb. Gelpke, und seinen Kindern Emilie und Hermann.
- Konrad Koch (1810–1884), Professor, Vater des Lehrers Konrad Koch (1846–1911), der 1874 das Fußballspiel in Deutschland einführte.
- Friedrich Ludwig Rudolph Salomon (1782–1837), Provisor zu St. Petri
- Gottfried-Friedrich Tunica (1795–1856), Lehrer und Schulinspektor

## Sonstiges
Der Friedhof war im Jahr 2017 Ort der Klanginstallation „Ein Meer aus Herzschlag“, die im Rahmen des Projektes „klangstaetten – stadtklaenge“ von der Künstlerin Åsa Stjerna eingerichtet wurde. Die Installation umfasste 45 unter dem Efeu der Gräber verborgene Lautsprecher mit unterschiedlichen Herztönen, die vom Friedhofsbesucher jeweils bis auf einige Meter Entfernung wahrgenommen werden konnten. Das Projekt wurde vom Allgemeinen Konsumverein e. V. in der Zeit vom 9. September bis Anfang Oktober an verschiedenen Orten des Stadtgebietes, darunter auf fünf historischen Friedhöfen, durchgeführt.